# 速中性子線治療

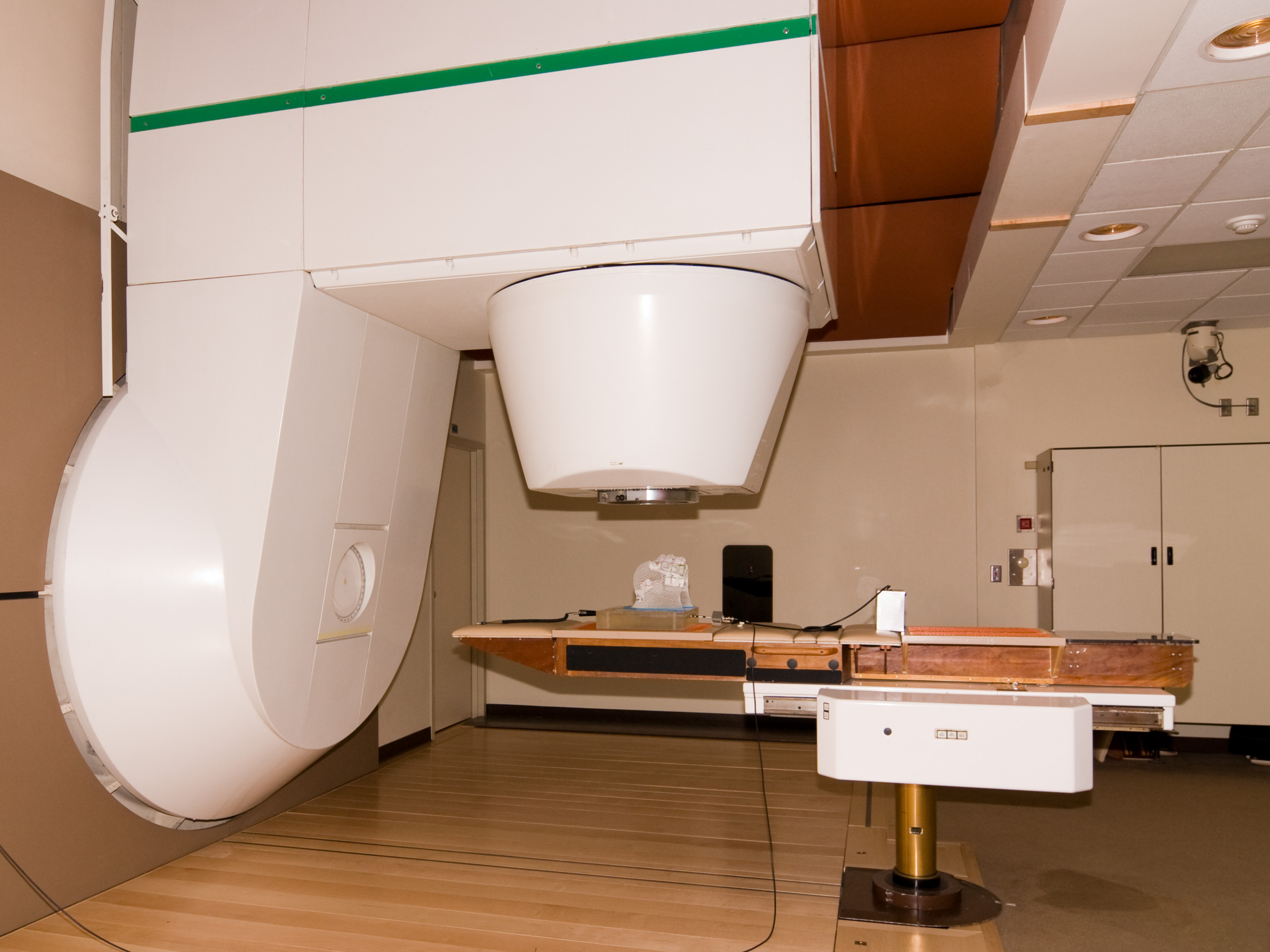
ワシントン大学に設置されている治療装置(2007年、現在は更新済み)。

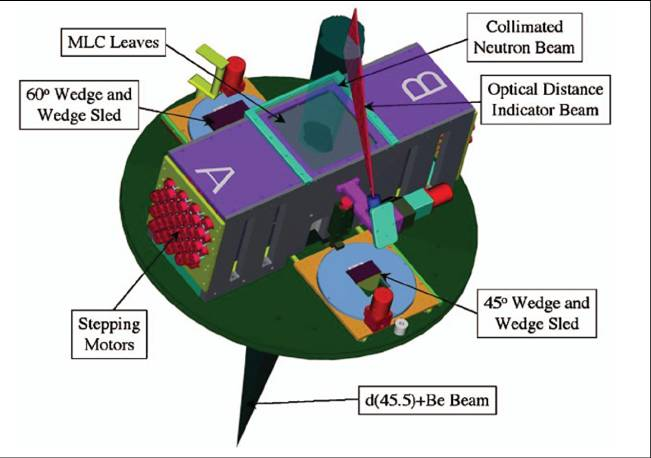
中性子の照射を患部に限定するための装置の模式図

速中性子線治療（そくちゅうせいしせんちりょう、Fast neutron therapy）は放射線療法の一手法。

## 概要
線形加速器、サイクロトロン、シンクロトロンなどの加速器から患部に中性子線を照射する。
世界で最初に行われた粒子線によるがん治療が速中性子線治療で1938年9月から1943年2月にかけてローレンス・バークレー国立研究所で250名が主に60インチサイクロトロン (Mean energy 16 MeV) で治療され、17名の長期生存が得られた。しかし、皮膚、骨などに強い障害が生じて一時中止された。1966年にイギリスで再開され、日本国内では放射線医学総合研究所で1969年にヴァンデグラフ型加速器を使用した速中性子線治療が試みられ、1975年にはサイクロトロンによる速中性子線治療が開始された。
生物学的な効果は、X線治療の4倍、陽子線治療の3倍とされる。唾液腺腫瘍、頭頚部腺様嚢胞癌、骨・軟部組織肉腫、前立腺腫瘍、頭頚部腫瘍などに有効性が認められたものの、脳腫瘍、食道癌、膵臓癌、子宮癌、膀胱癌などは効果が見られず、前立腺癌治療の晩期直腸障害をはじめ晩期障害が標準放射線の治療よりも高く、治療施設、照射方法によって発生率が大きく異なることが判明した。日本国内では1970年代から1980年代に進められたが、皮膚潰瘍などの副作用があり、大掛かりな装置が必要なのでガンマナイフやサイバーナイフ、重粒子線がん治療のような他の手法の実用化に伴い、日本国内では下火になり、現在は中性子捕捉療法が試みられる。

## 適用
- 脳腫瘍
- 唾液腺腫瘍
- 食道癌
- 肺癌
- 前立腺癌
- 悪性黒色腫

他

## 作用原理
加速された中性子線を照射すると組織中の主に水素原子核から、陽子を弾き飛ばしながらエネルギーを失って、その過程で腫瘍細胞のデオキシリボ核酸 (DNA) に損傷を与える。中性子線源としては、サイクロトロン発生速中性子、14-MeVT-d速中性子が使用される。

## 特徴
- X線に対する速中性子線の生物学的効果比 (Relative Biological effectiveness : RBE) は1.0以上でX線の照射よりも腫瘍に対して効果がある。
- 人体照射時の線量分布は体表面で線量が高く、深部に行くに従って漸減する。
- 高線エネルギー付与 (Linear Energy Transfer：LET) で速中性子線を受けた細胞の回復はX線より低い。
- 速中性子線の酸素増感比 (Oxygen enhancement ratio : OER) はX線よりも低い。
- 後に実用化された外照射放射線治療法と比較してピンポイントでの正確な照射が困難で皮膚のような正常な細胞にも損傷を与える。